# Nabucodonosor IV
Para otros personajes históricos llamados Nabucodonosor, véase Nabucodonosor (desambiguación)
Arakha (¿-521 a. C.) era el hijo de Haldita, un armenio que vivía en Babilonia. Tras la revuelta fallida de Nidintubel, Arakha se rebeló de nuevo procamándose brevemente rey con el nombre de Nabucodonosor IV.

## Contexto histórico
Babilonia, tiempo atrás capital de un importante imperio, había pasado a formar parte del imperio aqueménida en el 539 a. C., pero la tranquilidad del reino se rompió en el 522 a. C. cuando el mago Gaumata, haciéndose pasar por Esmerdis, hermano de Cambises II, usurpó el trono, siendo posteriormente asesinado por Darío I, quien se convirtió en nuevo rey el 29 de septiembre.
Inmediatamente después de este contragolpe, Nidintubel se autoproclamó rey de una Babilonia independiente. Según la inscripción de Behistún, Nidintubel proclamaba ser hijo de Nabónido, el último rey de Babilonia antes que perdiera la independencia a causa de los persas, y tomó el nombre de Nabucodonosor III. La revuelta duró tres meses y acabó con la toma de la ciudad y la ejecución del rebelde.

## La historia se repite
Con posterioridad y de la misma forma que Nidintubel, Arakha proclamó igualmente ser hijo de Nabónido, nombrándose rey de Babilonia con el nombre de Nabucodonosor IV. Su rebelión, la cual empezó el 25 de agosto de 521 a. C., fue suprimida por Intafrenes, «portador del arco» de Darío, el 27 de noviembre.